# Hottenbach
Hottenbach ist eine Ortsgemeinde im Landkreis Birkenfeld in Rheinland-Pfalz. Sie gehört der Verbandsgemeinde Herrstein-Rhaunen an.

## Geographische Lage
Hottenbach liegt am Ebesbach im Hunsrück südöstlich des Idarwaldes.
Zu Hottenbach gehört auch der Wohnplatz Hottenbacher Mühlen.

## Geschichte
Erste Siedlungsspuren finden sich bereits in vorgeschichtlicher Zeit. So stieß man im Vierherrenwald auf ein Steinbeil aus der jüngeren Steinzeit (ca. 3500–1800 v. Chr.). Die meisten Bodenfunde stammen jedoch aus der Römerzeit. Beim Abriss der Hottenbacher Kirche (1903) entdeckte man römisches Ziegelmauerwerk, Sandsteinquader und eine Fußbodenheizung (Hypokaustanlage), die auf eine villa rustica hinweisen. Auf Langmes, unweit eines alten Fernweges von der Nahe zur Mosel, wurde ein Gräberfeld mit 60 bis 70 Brandgruben gefunden. An der Grenze zur Gemarkung Oberhosenbach stand ein kleiner Tempel. Das römische Leben endete vermutlich mit dem Germanensturm im Jahre 275/76.
Das heutige Dorf wird erstmals im Jahre 1181 als Hattinbach urkundlich erwähnt. Die Bezeichnung leitet sich von dem Personennamen Hatto ab und wird mit dem Gaugrafengeschlecht der Hattonen (756–843) in Verbindung gebracht. Keimzelle des Dorfes waren die beiden Fronhöfe unter- und oberhalb der Kirche. Sie befanden sich im Besitz der Hunsrücker Adelsfamilie von Wiltberg, die auch über die Ortsherrschaft und das Kirchenpatronat verfügten.
Im 14. Jahrhundert kam es aufgrund mehrerer Verkäufe zu einem Besitzerwechsel der Höfe, an die auch die grundherrlichen Rechte gebunden waren. Das Dorf besaß von nun an vier Herren: Den Erzbischof von Trier, die Wild- und Rheingrafen, die Vordere Grafschaft Sponheim und die Herren Cratz von Scharfenstein. Nachdem die Cratz von Scharfenstein 1718 im Mannesstamm ausgestorben waren, übernahm Kurtrier deren Anteil.
Im 18. Jahrhundert gab es in Hottenbach zahlreiche Auswandererfamilien. Ziele der Auswanderer waren Amerika, West- und Ostpreußen und später Galizien.
Seit 1794 war Hottenbach von den Franzosen besetzt. Am 17. Dezember 1795 wurde der Ort während der Kämpfe zwischen französischen und österreichischen Truppen geplündert. Im Jahre 1800 erhob man die ehemalige Unterschultheißerei Hottenbach zum Sitz einer Mairie, die aus den Dörfern Hottenbach, Hellertshausen, Asbach, Weiden, Schauren, Bruchweiler, Kempfeld, Breitenthal, Wickenrodt und Oberhosenbach bestand.
Nach dem Übergang auf Preußen 1815 wurde Hottenbach Teil der Bürgermeisterei Rhaunen im neu gebildeten Kreis Bernkastel, Regierungsbezirk Trier. 1867 erreichte die Hottenbacher Bevölkerung mit 917 Einwohnern ihren Höchststand. Die Schließung der nahen Asbacher Eisenhütte (1872) führte jedoch in den nächsten Jahren zu Abwanderungen ins Saarland und Auswanderungen nach Amerika.
Bei der rheinland-pfälzischen Gebietsreform von 1969/70 kam Hottenbach mit der Verbandsgemeinde Rhaunen zum Kreis Birkenfeld.

### Evangelische Kirche

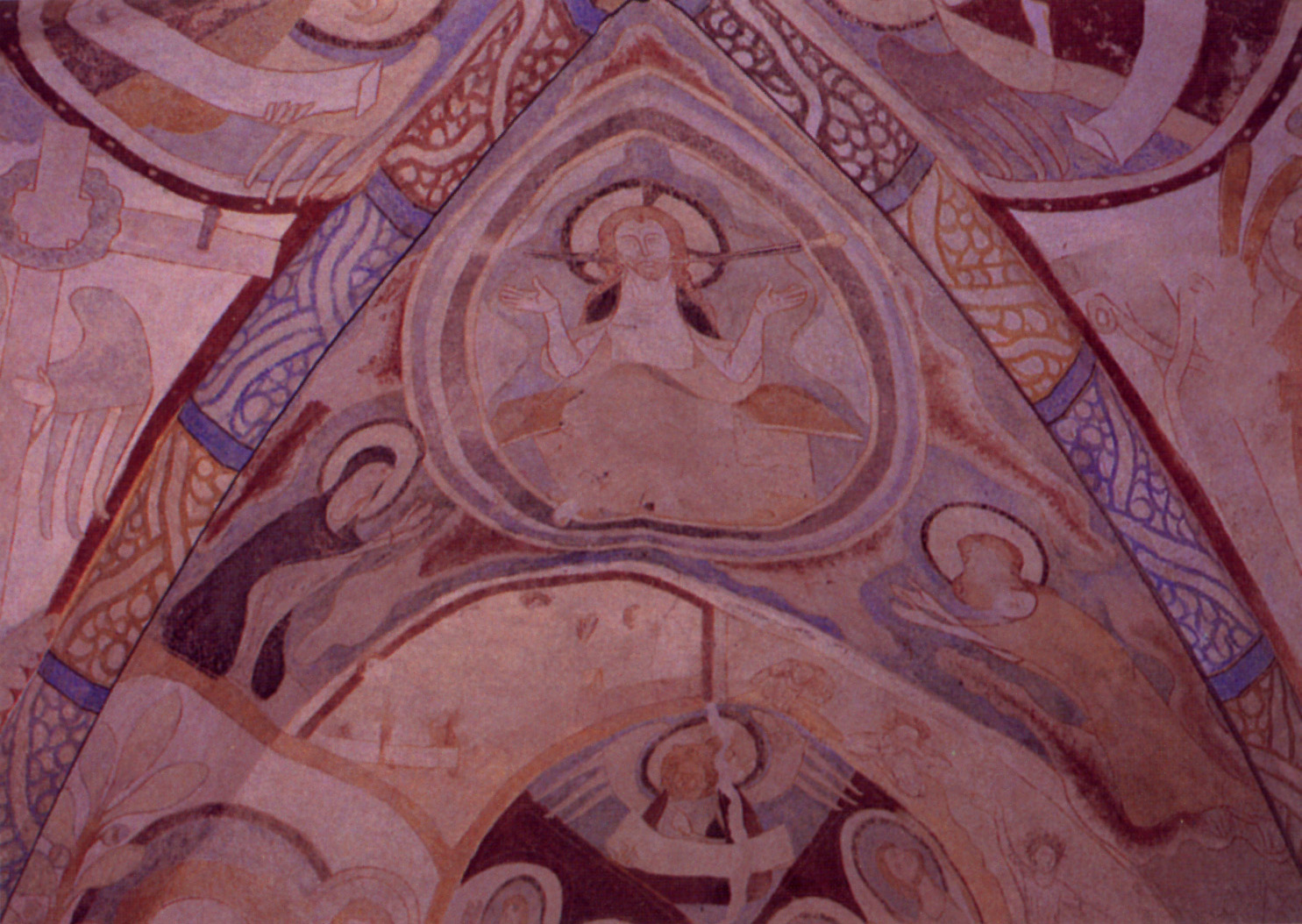
Gotische Fresken im Turm

Die  ist eine Jugendstilkirche mit einem romanischen Tur. Sie hatte mehrere Vorgängerkirchen und wurde auf den Ruinen einer römischen villa rustica erbaut. Im Turm befinden sich frühgotische Fresken und ein so genannter Viergötterstein, der bei den Abrissarbeiten 1903 entdeckt wurde.
Die Kirche besitzt eine 1904 stark veränderte Stumm-Orgel von 1782.

### Jüdisches Leben
Die Ansiedlung von sogenannten Schutzjuden in der Wild- und Rheingrafschaft ist bereits im 14. Jahrhundert nachweisbar, was auch den relativ hohen jüdischen Bevölkerungsanteil in manchen Hunsrückdörfern erklärt. Vor 1700 lebten die Juden des Amtes Wildenburg – über 20 Familien – ausschließlich in Hottenbach. Als mit den Franzosen ein neuer, liberaler Geist einzog, durften die Juden in Hottenbach eine Synagoge bauen, die über ein rituelles Bad verfügte und gleichzeitig als jüdische Elementar- und Religionsschule genutzt wurde. Außerdem gab es einen eigenen Friedhof außerhalb des Ortes. 1808 lebten in Hottenbach 116 jüdische Männer, Frauen und Kinder. Damit besaß das Dorf die größte jüdische Gemeinde im heutigen Kreis Birkenfeld.
1880 umfasste die Zahl der jüdischen Einwohner über 17 Prozent der Hottenbacher Bevölkerung. Hottenbach und Stipshausen bildeten eine gemeinsame jüdische Gemeinde. 1875 gehörten zum Synagogenbezirk auch die Juden in Bruchweiler, Sensweiler und Wirschweiler. Die Aufsicht führte der Oberrabbiner von Trier. Zum Ende des 19. Jahrhunderts wanderten viele jüdische Bürger nach Amerika aus oder gingen in die Idar-Obersteiner Schmuckindustrie. Als die jüdische Gemeinde 1932 aufgelöst wurde, lebten noch 16 Juden in Hottenbach. Am 3. März 1940 gelang der letzten jüdischen Familie die Flucht in die USA. Das Gedenkbuch Opfer der Verfolgung der Juden unter der nationalsozialistischen Gewaltherrschaft in Deutschland 1933–1945 des Bundesarchives nennt 16 Namen von jüdischen Bürgern, die entweder in Hottenbach geboren sind (14 Personen) bzw. dort lebten (zwei Personen) und dem Holocaust zum Opfer fielen.
Die ehemalige Synagoge ist heute als Wohnhaus in Privatbesitz. Der jüdische Friedhof wird durch die Ortsgemeinde Hottenbach verwaltet und gepflegt.

### Bevölkerungsentwicklung
Die Entwicklung der Einwohnerzahl von Hottenbach, die Werte von 1871 bis 1987 beruhen auf Volkszählungen:
| Jahr | Einwohner |
| ---- | --------- |
| 1815 | 605       |
| 1835 | 853       |
| 1871 | 854       |
| 1905 | 588       |
| 1939 | 597       |
| 1950 | 617       |
| 1961 | 646       |

| Jahr | Einwohner |
| ---- | --------- |
| 1970 | 667       |
| 1987 | 707       |
| 1997 | 710       |
| 2005 | 676       |
| 2011 | 614       |
| 2017 | 587       |
| 2023 | 538       |

## Politik

### Gemeinderat
Der Gemeinderat in Hottenbach besteht aus zwölf Ratsmitgliedern, die bei der Kommunalwahl am 9. Juni 2024 in einer Mehrheitswahl gewählt wurden, und dem ehrenamtlichen Ortsbürgermeister als Vorsitzendem.

### Bürgermeister
Hartmut Schmieden wurde am 12. Juli 2024 Ortsbürgermeister von Hottenbach. Bei der Direktwahl am 9. Juni 2024 hatte er sich mit 73,0 % gegen eine Mitbewerberin durchgesetzt.
Zuvor war das Amt gut ein Jahr vakant. Hans-Joachim Brusius hatte das Amt am 27. Juni 2019 übernommen. Da bei der Direktwahl am 26. Mai 2019 kein Bewerber angetreten war, oblag die Neuwahl des Bürgermeisters gemäß Gemeindeordnung dem Rat. Dieser entschied sich für Brusius und wählte ihn für eine fünfjährige Amtszeit. Mit Wirkung zum 31. Dezember 2022 trat Brusius jedoch aus persönlichen Gründen vorzeitig zurück. Da für eine am 26. März 2023 angesetzte Neuwahl kein gültiger Wahlvorschlag eingereicht wurde, oblag die Neuwahl gemäß Gemeindeordnung wieder dem Rat der Ortsgemeinde, der jedoch bis zur regulären Neuwahl keinen Bewerber finden konnte. Der Vorgänger von Brusius als Ortsbürgermeister, Horst Kreischer, hatte 2019 nicht mehr für dieses Amt kandidiert.

### Wappen
| Wappen von Hottenbach | Blasonierung: „In geteiltem Schild oben in Rot ein erniedrigter silberner Balken belegt mit einer silbernen Figur mit schwarzem Hintergrund, die Merkur darstellt, auf silbernem Stein; unten in Gold ein wachsender blaubewehrter und -gezungter roter Löwe.“ |
| Wappen von Hottenbach | |

## Kultur und Sehenswürdigkeiten
Wahrzeichen des Dorfes ist die historische evangelische Kirche mit ihrem um 1290 errichteten Turm, wahrscheinlich erbaut auf den Ruinen eines alten Römerkastells. Zahlreiche Funde belegen dies, wie z. B. der römische Viergötterstein mit den Figuren der Juno, der Minerva, des Hercules und des Mercurius. Einzigartig für den Hunsrück sind die spätromanischen Deckenmalereien mit vielfältigen christlichen Motiven, in deren Mittelpunkt Christus steht. Sie befinden sich in dem frühgotischen Gewölbe des Ostturmes, Werk eines anonymen Meisters.
Ein weiteres Schmuckstück der Kirche stellt die Orgel aus dem Jahre 1782 dar, erbaut von der berühmten Orgelbauerfamilie Stumm aus dem benachbarten Sulzbach.
Bedeutendster Profanbau ist ein 1792 erbautes langgestrecktes Wohn- und Verwaltungsgebäude, das nach 1797 – als das ganze linke Rheinufer an Frankreich gefallen war – Sitz eines Bürgermeisteramtes (Mairie) wurde, zu dem ab 1800 acht Dörfer gehörten. Heute ist das restaurierte Gebäude in privater Hand.
Die Initiative KAFF („Kultur auf Feld und Flur“) hat über die Jahre viele bekannte Künstler, ob Folk, Rock, Jazz oder Kabarett, in den Saal Dahlheimer geholt.
Siehe auch: Liste der Kulturdenkmäler in Hottenbach

## Wirtschaft und Infrastruktur
Der landwirtschaftlich geprägte Ort ist mit seinen edelstein- und schmuckverarbeitenden Betrieben ein guter Ausgangspunkt für Wanderungen in die nähere und weitere Umgebung, welche reich an Sehenswürdigkeiten verschiedener Art ist.
In Idar-Oberstein ist ein Bahnhof der Bahnstrecke Bingen–Saarbrücken. Im Norden befinden sich die Bundesstraße 50 und der Flughafen Frankfurt-Hahn.

## Persönlichkeiten
- Albert Hackenberg (1852–1912), preußischer Landtagsabgeordneter und von 1879 bis 1912 in Hottenbach amtierender Pfarrer

## Trivia
Im Jahre 1800 wurde von allen Hottenbacher Juden durch Schinderhannes ein Schutzgeld erpresst.